# 몬스 락타리우스 전투

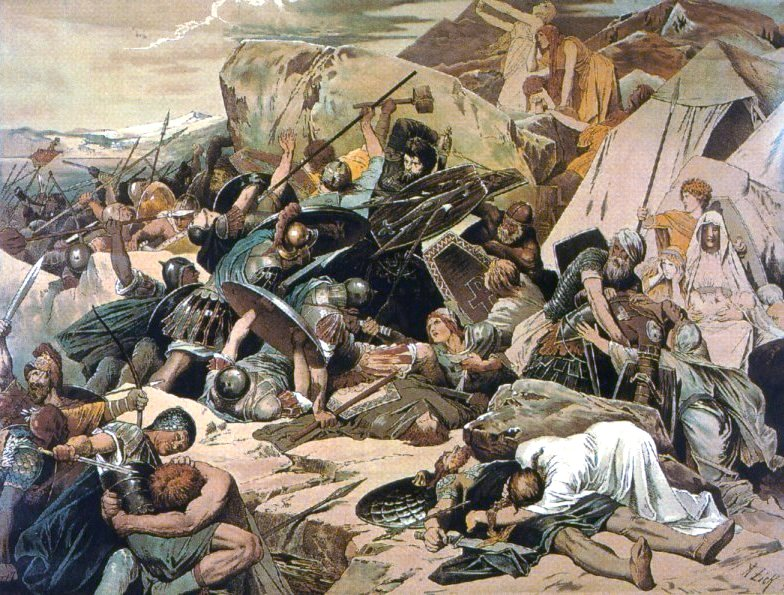

몬스 락타리우스(Mons Lactarius)의 전투는 553년 동로마 제국의 나르세스와 동고트 왕국 최후의 군주 테이아 사이에 벌어졌다.
부스타 갈로룸의 전투에서 토틸라 왕이 전사한 이후 동로마의 나르세스는 로마를 수복하고 쿠마이를 포위했다. 토틸라의 뒤를 이어 국왕이 된 테이아는 남은 동고트 전력을 모아 이 포위를 깨고 쿠마이를 구원하려 출발했으나, 나르세스의 군대를 캄파니아의 베수비우스 산 근처 평원에서 만났다.
553년 10월에 벌어진 이 전투는 이틀간 계속되었으며 동고트의 테이아 왕이 전사했다. 이 전투 이후 이탈리아의 고트족 지배가 끝나게 되었다. 하지만 동로마 제국으로서도 이탈리아를 직접 통치할 여력은 없었고 이탈리아는 곧 프랑크족의 침입을 받게 된다. 프랑크족 역시 격퇴되고 이탈리아 반도는 다시 짧은 시간 동안 제국의 일부가 되었다.